# Ana Guevara
Ana Gabriela Guevara Espinoza, mehiška atletinja in političarka, * 4. marec 1977, Nogales, Sonora, Mehika.
Nastopila je na olimpijskih igrah v letih 2000 in 2004, ko je osvojila srebrno medaljo v teku na 400 m, leta 2000 pa peto mesto. Na svetovnih prvenstvih je v isti disciplini osvojila naslov prvakinje leta 2003 in dve srebrni medalji, na panameriških igrah pa tri zlate medalje v teku na 400 m in srebrno v štafeti 4x400 m.
Po koncu športne kariere se je lotila politike. Leta 2009 je neuspešno kandidirala za položaj v mestnem svetu Ciudada de México, leta 2012 pa je bila izvoljena za poslanko v republiškem senatu.